# Bouquet of Tulips (escultura)
Bouquet of Tulips (en español, ramo de Tulipanes) es una escultura de metal realizada por el artista Jeff Koons, ubicada en los alrededores del Petit Palais de París, Francia. Se trata de uno de los trabajos más grandes de Koons y su primer trabajo conmemorativo. La escultura fue anunciada en 2016 e inaugurado en octubre de 2019.

## Descripción
Se trata de una escultura de once metros de altura con forma de mano agarrando flores estilizadas – tulipanes. Está realizada en bronce policromado, aluminio y acero inoxidable, La mano está basada en la que sujeta la antorcha en la Estatua de la Libertad, regalo que los franceses realizaron en su día al país del artista y que ahora éste les devuelve, en memoria de las víctimas del atentados de París de noviembre de 2015.
En 2019, Koons anunció que el 80% de los beneficios obtenidos de la venta de los derechos de autor para fines comerciales de esta obra irían a las familias de las víctimas en los atentados. El restante 20% será dedicado a su mantenimiento.